# 粟津秀幸
粟津 秀幸（あわづ ひでゆき、 1886年（明治19年）5月25日 - 1945年（昭和20年）8月14日）は、日本の教育者、鉱物学者。

## 人物・来歴
粟津清秀の三男として東京府に生まれる。1903年（明治36年）に私立東京開成中学校を卒業し、同年第一高等学校に助手として勤務。
1908年（明治41年）、栃木県西沢金山顧問に就任。
1910年（明治43年）、一年志願兵を終了後、東京帝国大学工学部探鉱科（鉱山科）助手、続いて理学部鉱物科助手となり、同年 神保小虎と共に岐阜県苗木地方の砂金砂銀及び希元素鉱物の調査を実施。翌1911年（明治44年）には、東京府伊豆新島の抗火石を調査、さらに同年源工業顧問ととして福島県石川地方の希元素鉱物第一回調査を実施した。
第一高等学校に助手として勤務していた1906年（明治39年）に鉱物学中等教員検定に合格し、教育者としての経歴が始まった。
1912年（大正元年）、工手学校に勤務。1921年（大正10年）、浦和高等学校に勤務（19年間）。同年成城中学校（旧制）に勤務（3年間）。1927年（昭和2年）、成立商業学校勤務（14年間）。1943年（昭和18年）、南方興業学院教授、同年早稲田大学講師。
一方、教育者としての経歴を積みながら、1917年（大正6年）、御池鉱山株式会社技師長に就任。1919年（大正8年）、内務省嘱託として出張、沖縄で天然記念物調査を実施。
1932年（昭和7年）、惠那ラヂウム株式会社顧問。1934年（昭和9年）、諸津炭業株式会社顧問、同年富山県「アルプスモリブデン開拓」富士工業最高顧問。1939年（昭和14年）、株式会社岡崎商店鉱業部（新潟県五十島鉄山経営）最高顧問。に就任。
1940年（昭和15年）、南洋興発株式会社嘱託、翌年同社の依頼にて南方島嶼を調査中アメーバ赤痢に罹り一時危篤となる。1942年（昭和17年）、大日本帝国海軍軍属としてセレベス島調査に従事。
1944年（昭和19年）、海外鉱業協会嘱託、同年軍属としてフランス領インドシナへ調査に赴く。1945年（昭和20年）、南シナ海にて戦死。
以上は、『故粟津秀幸先生略歴』による。
原田準平は、「粟津秀幸はこの時代の異色ある存在であつた。風彩に無頓着で奇行が多かつたが、鉱物については深い愛着と造詣とを有しており、その肉眼鑑定は当代随一であつた。わが国における稀元素鉱物の草創期の研究者であり、福島県石川山および岐阜県苗木地方のペグマタイト地域を鉱物的に開拓した。太平洋戦争中南方地下資源開発に尽力していたが、該地に出張の途次戦死されたのは誠に惜しい。」と記している。

## 著書
- 『探鉱用地質学』1919年 日本鉱業新聞社（国立国会図書館デジタルコレクションに収録 影印）
- 『原色日本鉱物図譜』1936年 松邑三松堂、和田八重造共著
- 『原色日本岩石図譜』1937年 松邑三松堂, 1950年（再販）目黒書店、和田八重造共著
- 『原色日本鉱石図譜』1940年 合資会社共立社、和田八重造共著
- 『鉱山の調査事項』1940年 合資会社共立社
- 『実用工業鉱物学』1942年 中央工学会

## 学術文献
『故粟津秀幸先生記念記事(1)』に下記文献50編のリストが掲載されている（標題のみ）。
- 日本鉱業会誌：1編
- 地質学雑誌：3編
- 天然記念物調査報告：1編
- 趣味の礦物：10編
- 広島地学同好会報：1編
- 我等の礦物：30編
- 地殻の科学：2編
- 研究報告：2編

## 注・出典